# Streptochaeta
Streptochaeta là một chi thực vật có hoa trong họ Hòa thảo (Poaceae).

## Loài
Chi Streptochaeta gồm các loài: